# トウカイトリック
トウカイトリック（欧字名:Tokai Trick、2002年2月26日 - 2014年4月16日）は、中央競馬で2004年から2014年にかけて走っていた競走馬である。馬名の由来は冠名の「トウカイ」と策略を意味する「トリック」。重賞の勝ち鞍は2007年のダイヤモンドステークス(GIII)、2010年の阪神大賞典(GII)、2012年のステイヤーズステークス(GII)の3つ。

## 戦績

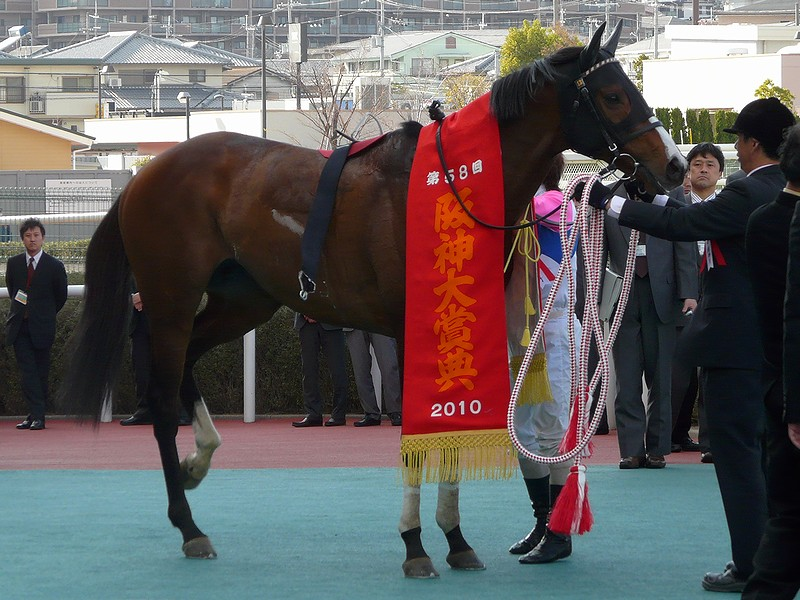

### 競走傾向
トウカイトリックの通算獲得賞金は5億5038万8000円にのぼり、馬主である内村正則の所有馬のなかではトウカイテイオーに次いで2位につけている。
トウカイトリックは延べ20人の騎手を鞍上へ乗せてきた。最も騎乗回数が多いのは芹沢純一の13回で、連対率は46.15%、複勝率は53.85%を記録している。次いで幸英明の12回。
トウカイトリックは海外遠征を除く中央競馬で延べ61回出走しており、全て芝コースでありダートコースの競走経験は無い。全61回の競走のうち、2401m以上の競走が実に45回にも及ぶほどの、ステイヤーとしての実績がある。阪神大賞典と天皇賞（春）には2006年から8年連続で出走しており、この記録はJRAにおける同一重賞の最多出走および最多連続出走記録となっている。トウカイトリックの生涯における走破距離は175.1kmに達した。

### 2歳（2004年） - 3歳（2005年）
2004年8月22日に小倉の2歳新馬戦でデビューを迎え、1番人気に応えて快勝した。続いて9月19日の野路菊ステークス（オープン特別）では4番人気の6着に終わる。
2005年は3月5日の阪神競馬場500万下競走で始動、エイシンニーザンの5着に敗れる。
以後負けが続いたが、5月21日の新潟競馬場「こけもも賞（500万下）」で6戦目で2勝目を挙げ、続く6月25日の阪神競馬場「京橋特別（1000万下）」で更に3勝目を挙げた。9月25日に初の重賞挑戦となった「第53回神戸新聞杯」ではディープインパクトとの初対戦を迎えるも、7番人気で7着という結果に終わった。その後、10月29日に京都競馬場の「比叡ステークス（1600万下）」で4勝目を挙げた。

### 4歳（2006年）
2006年3月19日の「第54回阪神大賞典」でディープインパクトと再対戦を迎え、トウカイトリックは逃げを打つも、ディープインパクトに3馬身以上千切られ2着におさまった。更には初のGI挑戦となった4月30日の「第133回天皇賞（春）」でもディープインパクトと対戦、他にもリンカーンやデルタブルース、ローゼンクロイツやアイポッパーが出走するなか、トウカイトリックの結果は5番人気の9着に終わった。
12月2日に「第40回ステイヤーズステークス」へ出走、トウカイトリックが「ステイヤーズステークス」へ挑戦する初めての競走となった。ファストタテヤマやチャクラが出走するなか、2番人気に据えられたが、1番人気アイポッパーの3馬身差に敗れた。

### 5歳 - 10歳（2007年 - 2012年）
2007年、初戦はオープン特別の万葉ステークス、1番人気に支持されるも2着と敗れた。
だが、2007年2月11日に行われた「第57回ダイヤモンドステークス」ではアドマイヤフジなどが出走するなか、1番人気の支持に応えて快勝、重賞初勝利を達成し、前年2006年3着の雪辱を果たした。
続く3月18日の「第55回阪神大賞典」では3着に終わったが、このレースでの上がり3ハロンのタイムが34秒0と出走メンバーの中で最速を記録し切れ味を見せた。
次いで4月29日の「第135回天皇賞（春）」に出走。アイポッパー、メイショウサムソン、デルタブルース、マツリダゴッホらが出走するなか、4番人気に評価され、4角10番手から追い上げ3着。
6月24日に「第48回宝塚記念」に出走、ウオッカやアドマイヤムーン、ダイワメジャーやコスモバルクらが顔を揃えたが、18頭中14番人気でほとんど力量を評価されず、実際の競走も10番手付近の追走で9着入線と見せ場なく人気通りの決着に終わった。
12月1日に「第41回ステイヤーズステークス」に挑戦、ネヴァブションやアドマイヤモナーク、マキハタサイボーグが出走するなか、マキハタサイボーグの4着に敗れる。
2008年も1月5日の万葉ステークスから始動、1番人気に応えて勝利を収めた。その後勝てないレースが続いたが2010年の万葉ステークスでモンテクリスエスをクビ差で振り切り、2年ぶりの勝利を挙げた。
5月4日に「第137回天皇賞（春）」に挑戦、アサクサキングス、アドマイヤジュピタ、ドリームパスポートらが揃う。14頭中9番人気に評価され、競走では3番手から先行して入着を図るも、アドマイヤジュピタの7着に敗れた。
5年連続での出走となった2010年の「第141回天皇賞（春）」では6番人気の9着に敗れた。天皇賞後、2010年11月2日にメルボルンカップに挑戦するも12着に敗れた。
2011年に入り、5月1日の「第143回天皇賞（春）」に出走。トゥザグローリーやローズキングダム、エイシンフラッシュが人気に推されるなか、18頭中18番人気と全く評価されなかった。しかし川田将雅の手により5着へ食い込んでみせる。
勝ち星がなかなか挙がらない状況にあったが、2012年のステイヤーズステークスで約2年9ヶ月ぶりの重賞勝ちを挙げる。10歳馬によるJRA平地重賞勝利はアサカディフィートが2008年に小倉大賞典を制して以来、史上2頭目となる。

### 11歳（2013年）
2013年も万葉ステークスから始動、10着に敗れた。その後は8年連続となる阪神大賞典に出走、5着になった。8年連続での出走となった天皇賞（春）では11着に終わった。秋は例年通りアルゼンチン共和国杯から始動し13着に敗れたが、続くステイヤーズステークスでは3着になり、長距離レースでの健在ぶりをアピールした。

### 12歳（2014年）
2014年、例年通り1月6日の万葉ステークスに出走するも4着に終わった。その後、調教中にこれまでより重いコズミ（筋肉痛）を発症したことにより、現役続行を断念して2月8日に競走馬登録を抹消した。同馬の引退により、JRAに所属しているエルコンドルパサー産駒は競馬の舞台を去った。

## 引退後
トウカイトリックは誘導馬として第2の馬生を歩むため京都競馬場で調教を重ねていたが、引退から程なくして2014年4月16日に京都競馬場内のサンシャインパドックにて放牧中に、右第1指骨粉砕骨折を発症して安楽死されることとなった。JRA施設内の乗用馬が死亡した際に公に向けて死亡した旨の発表を行うような慣習はないものの、トウカイトリックはファンが多い馬であった点を鑑みられ、オーナーの内村や野中厩舎の関係者から公に向けて発表することに対しての了解を得たのち、4月24日公式にトウカイトリックの死亡が伝えられた。

## 競走成績
| 年月日     | 競馬場         | 競走名               | 格       | 頭数 | オッズ （人気） | オッズ （人気） | 着順 | 騎手       | 斤量 | 距離（馬場）  | タイム （上り3F） | タイム 差 | 勝ち馬/（2着馬）       |
| ---------- | -------------- | -------------------- | -------- | ---- | --------------- | --------------- | ---- | ---------- | ---- | ------------- | ----------------- | --------- | ---------------------- |
| 2004.08.22 | 小倉           | 2歳新馬              |          | 10   | 002.4           | 0（1人）        | 01着 | 幸英明     | 54   | 芝1800m（良） | 1:51.7（35.0）    | -0.2      | （ダンツタイガー）     |
| 0000.09.19 | 阪神           | 野路菊S              |          | 12   | 006.2           | 0（4人）        | 06着 | 幸英明     | 54   | 芝1600m（良） | 1:35.9（34.9）    | -0.5      | エイシンヴァイデン     |
| 2005.03.05 | 阪神           | 3歳500万下           |          | 11   | 018.5           | 0（6人）        | 05着 | 松永幹夫   | 56   | 芝2000m（良） | 2:04.5（34.6）    | -0.5      | エイシンニーザン       |
| 0000.04.02 | 福島           | ひめさゆり賞         | 500万下  | 10   | 008.8           | 0（4人）        | 04着 | 芹沢純一   | 56   | 芝1800m（良） | 1:49.4（36.2）    | -0.9      | ビッグタイガー         |
| 0000.04.17 | 阪神           | はなみずき賞         | 500万下  | 11   | 009.2           | 0（3人）        | 04着 | 松永幹夫   | 56   | 芝2000m（良） | 2:01.1（35.8）    | -0.2      | コメディアデラルテ     |
| 0000.05.21 | 新潟           | こけもも賞           | 500万下  | 13   | 004.3           | 0（1人）        | 01着 | 芹沢純一   | 56   | 芝2000m（良） | 2:00.9（34.9）    | -0.2      | （テイエムハヤブサ）   |
| 0000.06.25 | 阪神           | 京橋特別             | 1000万下 | 16   | 007.7           | 0（2人）        | 01着 | 芹沢純一   | 52   | 芝2000m（良） | 2:00.5（35.8）    | -0.0      | （シルクディレクター） |
| 0000.07.23 | 新潟           | 天の川S              | 1600万下 | 13   | 004.0           | 0（2人）        | 02着 | 芹沢純一   | 52   | 芝2000m（良） | 1:58.1（34.7）    | -0.2      | アグネスシラヌイ       |
| 0000.09.25 | 阪神           | 神戸新聞杯           | GII      | 13   | 064.4           | 0（7人）        | 07着 | 芹沢純一   | 56   | 芝2000m（良） | 2:00.1（35.9）    | -1.7      | ディープインパクト     |
| 0000.10.29 | 京都           | 比叡S                | 1600万下 | 7    | 004.1           | 0（3人）        | 01着 | 芹沢純一   | 54   | 芝2400m（重） | 2:28.3（35.1）    | -0.1      | （サザンツイスター）   |
| 0000.11.13 | 福島           | 福島記念             | GIII     | 16   | 012.8           | 0（7人）        | 02着 | 芹沢純一   | 53   | 芝2000m（良） | 2:01.4（35.8）    | -0.2      | グラスボンバー         |
| 0000.12.11 | 阪神           | 鳴尾記念             | GIII     | 13   | 009.8           | 0（4人）        | 04着 | 芹沢純一   | 54   | 芝2000m（良） | 2:02.0（35.9）    | -0.4      | メジロマントル         |
| 2006.01.15 | 京都           | 日経新春杯           | GII      | 12   | 008.2           | 0（4人）        | 06着 | 芹沢純一   | 54   | 芝2400m（稍） | 2:26.9（36.8）    | -0.6      | アドマイヤフジ         |
| 0000.02.12 | 東京           | ダイヤモンドS        | GIII     | 15   | 019.8           | 0（9人）        | 03着 | 芹沢純一   | 54   | 芝3400m（良） | 3:30.8（36.1）    | -0.5      | マッキーマックス       |
| 0000.03.19 | 阪神           | 阪神大賞典           | GII      | 9    | 025.5           | 0（5人）        | 02着 | 芹沢純一   | 56   | 芝3000m（稍） | 3:09.4（38.1）    | -0.6      | ディープインパクト     |
| 0000.04.30 | 京都           | 天皇賞（春）         | GI       | 17   | 036.9           | 0（5人）        | 09着 | 芹沢純一   | 58   | 芝3200m（良） | 3:15.3（35.1）    | -1.9      | ディープインパクト     |
| 0000.05.28 | 東京           | 目黒記念             | GII      | 17   | 003.5           | 0（1人）        | 07着 | 芹沢純一   | 56   | 芝2500m（稍） | 2:34.5（37.7）    | -1.4      | ポップロック           |
| 0000.11.05 | 東京           | アルゼンチン共和国杯 | GII      | 14   | 007.1           | 0（5人）        | 05着 | C.ルメール | 57   | 芝2500m（良） | 2:31.5（35.2）    | -0.5      | トウショウナイト       |
| 0000.12.02 | 中山           | ステイヤーズS        | GII      | 12   | 003.8           | 0（2人）        | 02着 | C.ルメール | 57   | 芝3600m（良） | 3:43.9（35.5）    | -0.5      | アイポッパー           |
| 2007.01.07 | 京都           | 万葉S                | OP       | 11   | 001.8           | 0（1人）        | 02着 | 幸英明     | 56   | 芝3000m（稍） | 3:07.3（36.0）    | -0.0      | バイロイト             |
| 0000.02.11 | 東京           | ダイヤモンドS        | GIII     | 10   | 002.9           | 0（1人）        | 01着 | C.ルメール | 57   | 芝3400m（良） | 3:30.6（34.5）    | -0.0      | （エリモエクスパイア） |
| 0000.03.18 | 阪神           | 阪神大賞典           | GII      | 11   | 005.8           | 0（3人）        | 03着 | 池添謙一   | 57   | 芝3000m（良） | 3:08.3（34.0）    | -0.0      | アイポッパー           |
| 0000.04.29 | 京都           | 天皇賞（春）         | GI       | 16   | 009.2           | 0（4人）        | 03着 | 池添謙一   | 58   | 芝3200m（良） | 3:14.1（34.4）    | -0.0      | メイショウサムソン     |
| 0000.05.27 | 東京           | 目黒記念             | GII      | 18   | 004.8           | 0（2人）        | 10着 | 幸英明     | 55   | 芝2500m（良） | 2:32.4（35.2）    | -1.0      | ポップロック           |
| 0000.06.24 | 阪神           | 宝塚記念             | GI       | 18   | 095.5           | （14人）        | 09着 | 幸英明     | 58   | 芝2200m（稍） | 2:14.3（38.4）    | -1.9      | アドマイヤムーン       |
| 0000.11.04 | 東京           | アルゼンチン共和国杯 | GII      | 18   | 018.2           | （10人）        | 02着 | 柴田善臣   | 57.5 | 芝2500m（良） | 2:31.0（34.9）    | -0.1      | アドマイヤジュピタ     |
| 0000.12.01 | 中山           | ステイヤーズS        | GII      | 13   | 001.5           | 0（1人）        | 04着 | ルメール   | 57   | 芝3600m（良） | 3:45.2（36.0）    | -0.3      | マキハタサイボーグ     |
| 2008.01.05 | 京都           | 万葉S                | OP       | 13   | 002.9           | 0（1人）        | 01着 | 幸英明     | 58   | 芝3000m（良） | 3:07.6（34.0）    | -0.0      | （ダークメッセージ）   |
| 0000.01.27 | 中山           | AJCC                 | GII      | 16   | 006.4           | 0（3人）        | 07着 | 蛯名正義   | 57   | 芝2200m（良） | 2:14.4（36.1）    | -0.8      | エアシェイディ         |
| 0000.02.23 | 京都           | 京都記念             | GII      | 16   | 029.4           | 0（9人）        | 08着 | 幸英明     | 57   | 芝2200m（良） | 2:14.0（34.6）    | -0.4      | アドマイヤオーラ       |
| 0000.03.23 | 阪神           | 阪神大賞典           | GII      | 13   | 007.4           | 0（3人）        | 04着 | 四位洋文   | 57   | 芝3000m（良） | 3:09.3（34.9）    | -0.6      | アドマイヤジュピタ     |
| 0000.05.04 | 京都           | 天皇賞（春）         | GI       | 14   | 017.4           | 0（9人）        | 07着 | 幸英明     | 58   | 芝3200m（良） | 3:16.4（36.3）    | -1.3      | アドマイヤジュピタ     |
| 0000.11.09 | 東京           | アルゼンチン共和国杯 | GII      | 16   | 028.8           | （10人）        | 09着 | 幸英明     | 58   | 芝2500m（良） | 2:32.0（34.6）    | -1.2      | スクリーンヒーロー     |
| 0000.12.06 | 中山           | ステイヤーズS        | GII      | 16   | 005.4           | 0（3人）        | 08着 | 幸英明     | 57   | 芝3600m（良） | 3:49.3（36.4）    | -1.2      | エアジパング           |
| 2009.03.22 | 阪神           | 阪神大賞典           | GII      | 12   | 025.0           | 0（8人）        | 05着 | 和田竜二   | 57   | 芝3000m（重） | 3:14.1（38.6）    | -0.9      | アサクサキングス       |
| 0000.05.03 | 京都           | 天皇賞（春）         | GI       | 18   | 073.0           | （15人）        | 06着 | 和田竜二   | 57   | 芝3200m（良） | 3:15.1（34.7）    | -0.7      | マイネルキッツ         |
| 0000.05.31 | 東京           | 目黒記念             | GII      | 18   | 008.6           | 0（4人）        | 05着 | 武豊       | 57   | 芝2500m（不） | 2:40.8（39.1）    | -1.8      | ミヤビランベリ         |
| 0000.11.08 | 東京           | アルゼンチン共和国杯 | GII      | 18   | 053.3           | （15人）        | 06着 | 蛯名正義   | 57   | 芝2500m（良） | 2:31.4（34.1）    | -0.5      | ミヤビランベリ         |
| 0000.12.05 | 中山           | ステイヤーズS        | GII      | 16   | 008.3           | 0（3人）        | 04着 | 蛯名正義   | 57   | 芝3600m（稍） | 3:51.6（34.1）    | -0.3      | フォゲッタブル         |
| 2010.01.05 | 京都           | 万葉S                | OP       | 13   | 004.5           | 0（2人）        | 01着 | 和田竜二   | 57   | 芝3000m（良） | 3:06.8（36.4）    | -0.0      | （モンテクリスエス）   |
| 0000.02.14 | 東京           | ダイヤモンドS        | GIII     | 15   | 012.5           | 0（4人）        | 05着 | 大庭和弥   | 57.5 | 芝3400m（良） | 3:30.0（35.3）    | -0.4      | フォゲッタブル         |
| 0000.03.21 | 阪神           | 阪神大賞典           | GII      | 14   | 007.0           | 0（5人）        | 01着 | 藤田伸二   | 57   | 芝3000m（良） | 3:07.3（36.0）    | -0.0      | （ジャミール）         |
| 0000.05.02 | 京都           | 天皇賞（春）         | GI       | 18   | 013.8           | 0（6人）        | 09着 | 藤田伸二   | 58   | 芝3200m（良） | 3:17.6（35.2）    | -1.9      | ジャガーメイル         |
| 0000.10.16 | コーフィールド | コーフィールドC      | G1       | 18   |                 |                 | 12着 | 藤田伸二   |      | 芝2400m       |                   |           | Descarado              |
| 0000.11.02 | フレミントン   | メルボルンC          | G1       | 23   |                 |                 | 12着 | 藤田伸二   |      | 芝3200m       |                   |           | Americain              |
| 2011.01.05 | 京都           | 万葉S                | OP       | 12   | 006.9           | 0（4人）        | 09着 | 藤田伸二   | 58   | 芝3000m（良） | 3:09.5（35.9）    | -1.0      | コスモメドウ           |
| 0000.03.20 | 阪神           | 阪神大賞典           | GII      | 13   | 022.3           | 0（9人）        | 12着 | 藤田伸二   | 58   | 芝3000m（良） | 3:07.6（37.3）    | -3.2      | ナムラクレセント       |
| 0000.05.01 | 京都           | 天皇賞（春）         | GI       | 18   | 253.3           | （18人）        | 05着 | 川田将雅   | 58   | 芝3200m（稍） | 3:21.1（35.1）    | -0.5      | ヒルノダムール         |
| 0000.05.28 | 東京           | 目黒記念             | GII      | 17   | 040.3           | （12人）        | 11着 | 柴田善臣   | 57.5 | 芝2500m（稍） | 2:33.9（36.6）    | -1.4      | キングトップガン       |
| 0000.11.06 | 東京           | アルゼンチン共和国杯 | GII      | 18   | 122.3           | （16人）        | 12着 | 石橋脩     | 57.5 | 芝2500m（良） | 2:33.2（35.9）    | -1.7      | トレイルブレイザー     |
| 0000.12.03 | 中山           | ステイヤーズS        | GII      | 16   | 057.3           | （12人）        | 03着 | 石橋脩     | 57   | 芝3600m（不） | 3:51.6（37.6）    | -0.8      | マイネルキッツ         |
| 2012.01.05 | 京都           | 万葉S                | OP       | 12   | 007.8           | 0（6人）        | 06着 | 川須栄彦   | 57.5 | 芝3000m（良） | 3:08.5（36.4）    | -1.6      | ゴールデンハインド     |
| 0000.02.18 | 東京           | ダイヤモンドS        | GIII     | 16   | 043.8           | （12人）        | 07着 | 石橋脩     | 57   | 芝3400m（良） | 3:37.7（34.8）    | -0.9      | ケイアイドウソジン     |
| 0000.03.18 | 阪神           | 阪神大賞典           | GII      | 12   | 131.7           | 0（8人）        | 06着 | 幸英明     | 56   | 芝3000m（稍） | 3:13.1（38.1）    | -1.3      | ギュスターヴクライ     |
| 0000.04.29 | 京都           | 天皇賞（春）         | GI       | 18   | 311.1           | （17人）        | 08着 | 幸英明     | 58   | 芝3200m（良） | 3:15.4（35.0）    | -1.6      | ビートブラック         |
| 0000.11.04 | 東京           | アルゼンチン共和国杯 | GII      | 15   | 184.6           | （14人）        | 10着 | 北村宏司   | 56   | 芝2500m（良） | 2:31.5（35.2）    | -1.6      | ルルーシュ             |
| 0000.12.01 | 中山           | ステイヤーズS        | GII      | 15   | 028.0           | 0（8人）        | 01着 | 北村宏司   | 56   | 芝3600m（良） | 3:46.5（36.5）    | -0.2      | （ファタモルガーナ）   |
| 2013.01.06 | 京都           | 万葉S                | OP       | 15   | 010.7           | 0（6人）        | 10着 | 内田博幸   | 57.5 | 芝3000m（良） | 3:09.0（35.7）    | -1.0      | デスペラード           |
| 0000.03.17 | 阪神           | 阪神大賞典           | GII      | 9    | 041.2           | 0（4人）        | 05着 | 浜中俊     | 57   | 芝3000m（良） | 3:06.9（37.7）    | -1.9      | ゴールドシップ         |
| 0000.04.28 | 京都           | 天皇賞（春）         | GI       | 18   | 198.2           | （16人）        | 11着 | 北村宏司   | 58   | 芝3200m（良） | 3:16.2（37.2）    | -2.0      | フェノーメノ           |
| 0000.11.03 | 東京           | アルゼンチン共和国杯 | GII      | 18   | 141.6           | （13人）        | 13着 | 田中勝春   | 57   | 芝2500m（良） | 2:32.6（36.3）    | -1.7      | アスカクリチャン       |
| 0000.11.30 | 中山           | ステイヤーズS        | GII      | 13   | 016.0           | 0（7人）        | 03着 | 北村宏司   | 57   | 芝3600m（良） | 3:45.9（35.6）    | -0.7      | デスペラード           |
| 2014.01.06 | 京都           | 万葉S                | OP       | 10   | 004.5           | 0（3人）        | 04着 | 福永祐一   | 57   | 芝3000m（良） | 3:07.8（34.9）    | -0.8      | タニノエポレット       |

上記「競走成績」のうち、日本国外の「競走成績」は、レーシング・ポスト「RACE RECORD」に基づく。ほか、日本における「競走成績」は、netkeiba.com「トウカイトリックの競走成績」に基づく。

## 血統表
| トウカイトリックの血統              | トウカイトリックの血統                                                                | トウカイトリックの血統                                                                | （血統表の出典）                                                                      | （血統表の出典） |
| 父系                                | Mr. Prospector系                                                                      | Mr. Prospector系                                                                      | Mr. Prospector系                                                                      | [ § 2 ]          |
| 父 * エルコンドルパサー 1995 黒鹿毛 | 父の父Kingmambo 1990 鹿毛                                                             | Mr. Prospector                                                                        | Raise A Native                                                                        | Raise A Native   |
| 父 * エルコンドルパサー 1995 黒鹿毛 | 父の父Kingmambo 1990 鹿毛                                                             | Mr. Prospector                                                                        | Gold Digger                                                                           |                  |
| 父 * エルコンドルパサー 1995 黒鹿毛 | 父の父Kingmambo 1990 鹿毛                                                             | Miesque                                                                               | Nureyev                                                                               | Nureyev          |
| 父 * エルコンドルパサー 1995 黒鹿毛 | 父の父Kingmambo 1990 鹿毛                                                             | Miesque                                                                               | Pasadoble                                                                             |                  |
| 父 * エルコンドルパサー 1995 黒鹿毛 | 父の母* サドラーズギャル Saddlers Gal 1989 鹿毛                                       | Sadler's Wells                                                                        | Northern Dancer                                                                       | Northern Dancer  |
| 父 * エルコンドルパサー 1995 黒鹿毛 | 父の母* サドラーズギャル Saddlers Gal 1989 鹿毛                                       | Sadler's Wells                                                                        | Fairy Bridge                                                                          |                  |
| 父 * エルコンドルパサー 1995 黒鹿毛 | 父の母* サドラーズギャル Saddlers Gal 1989 鹿毛                                       | Glenveagh                                                                             | Seattle Slew                                                                          | Seattle Slew     |
| 父 * エルコンドルパサー 1995 黒鹿毛 | 父の母* サドラーズギャル Saddlers Gal 1989 鹿毛                                       | Glenveagh                                                                             | Lisadell                                                                              |                  |
| 母 * ズーナクア Zoonaqua 1990 鹿毛  | 母の父Silver Hawk 1979 鹿毛                                                           | Roberto                                                                               | Hail to Reason                                                                        | Hail to Reason   |
| 母 * ズーナクア Zoonaqua 1990 鹿毛  | 母の父Silver Hawk 1979 鹿毛                                                           | Roberto                                                                               | Bramalea                                                                              |                  |
| 母 * ズーナクア Zoonaqua 1990 鹿毛  | 母の父Silver Hawk 1979 鹿毛                                                           | Gris Vitesse                                                                          | Amerigo                                                                               | Amerigo          |
| 母 * ズーナクア Zoonaqua 1990 鹿毛  | 母の父Silver Hawk 1979 鹿毛                                                           | Gris Vitesse                                                                          | Matchiche                                                                             |                  |
| 母 * ズーナクア Zoonaqua 1990 鹿毛  | 母の母Made in America 1977 栗毛                                                       | * イクスプロウデント                                                                  | Nearctic                                                                              | Nearctic         |
| 母 * ズーナクア Zoonaqua 1990 鹿毛  | 母の母Made in America 1977 栗毛                                                       | * イクスプロウデント                                                                  | Venomous                                                                              |                  |
| 母 * ズーナクア Zoonaqua 1990 鹿毛  | 母の母Made in America 1977 栗毛                                                       | Capelet                                                                               | Bolero                                                                                | Bolero           |
| 母 * ズーナクア Zoonaqua 1990 鹿毛  | 母の母Made in America 1977 栗毛                                                       | Capelet                                                                               | Quick Touch                                                                           |                  |
| 母系(F-No.)                         | (FN:5号族(F5-g))                                                                      | (FN:5号族(F5-g))                                                                      | (FN:5号族(F5-g))                                                                      | [ § 3 ]          |
| 5代内の近親交配                     | Northern Dancer：S4×S5、Nearctic：M4×S5、Nashua：S5×M5、Special：S5×S5、Nearco：M5×M5 | Northern Dancer：S4×S5、Nearctic：M4×S5、Nashua：S5×M5、Special：S5×S5、Nearco：M5×M5 | Northern Dancer：S4×S5、Nearctic：M4×S5、Nashua：S5×M5、Special：S5×S5、Nearco：M5×M5 | [ § 4 ]          |
| 出典                                | 1. 2. 3. 4.                                                                           | 1. 2. 3. 4.                                                                           | 1. 2. 3. 4.                                                                           | 1. 2. 3. 4.      |